# Église Saint-Symphorien de Bussière-Dunoise
Pour les articles homonymes, voir Église Saint-Symphorien.
L'église Saint-Symphorien est une église située à Bussière-Dunoise, dans le département français de la Creuse en France. Construite au XIIe siècle, elle est inscrite au titre des monuments historiques en 1969.

## Localisation
L'église est située sur la commune de Bussière-Dunoise dans le département français de la Creuse en région Nouvelle-Aquitaine. 

## Historique
L'église a été construite au XIIe siècle.
L'édifice est inscrit au titre des monuments historiques en 1969.